# John Charles Oakes Marriott
Sir John Charles Oakes Marriott, britanski general, * 1895, † 1978.